# 田原裕子
田原 裕子（たはら ゆうこ、1967年 - ）は、日本の経済学者。博士（学術）（東京大学・1996年）。國學院大學経済学部教授。専門は地域社会問題、高齢社会と社会保障。

## 来歴
東京大学大学院総合文化研究科博士課程後期課程修了。博士（学術）（東京大学・1996年）。東京大学大学院総合文化研究科広域科学専攻広域システム科学系助手、國學院大學経済学部准教授を経て現職。

## 人物
- 少子高齢化社会にかかわる問題について、社会保障制度、地域社会における社会的ネットワークなど、多様な視点から研究している。ゼミも同じく、幅広い分野から各自が興味のあるテーマを決め、実際に問題が生じている現場で学び、考える現場主義スタイルを重視している。
- 1996年 東京大学　学術博士　論文は　「生活空間の視点からみた高齢者問題の地域性に関する研究 」[2]。

## 論文

### 単著
- 「高齢者の居住地移動と地域の経済・財政に関する考察」 『人口減少社会の家族と地域』 日本評論社 平成20年3月
- 「引退移動の動向と展望」 『人口減少と地域』 京都大学学術出版会 平成19年9月
- 「高齢者・福祉」 『地理学概論』 朝倉書店 平成19年4月
- 「合衆国におけるリタイアメントコミュニティ産業の展開－デル・ウェッブのサンシティ・アリゾナを中心に－」 『國學院経済學』第55巻第2号 國學院大學経済学会 平成19年3月
- 「退職移動の動向と展望－団塊の世代に注目して－」 『人口停滞・減少時代における新しい人口地理学の構築　平成15-17年度科学研究費補助金基盤研究(A)(1)(研究代表者 石川義孝)研究成果報告書』  平成18年2月
- 「高齢人口移動－2000年国勢調査にみる近年の動向－」 『統計』3  平成17年3月
- 「「単位」からの自立を求められる高齢者－転換期の中国高齢者福祉と社会保障－」 『東京大学人文地理学研究』16  平成15年
- 「少子化と高齢者介護－飛騨におけるフィールドワークから－」 『岐阜を考える』No.99  平成10年11月
- 「高齢化とゆとりある地域づくり②－地域における高齢者の暮らし－」 『地理』40巻12号  平成7年12月
- 「高齢者の生活空間－社会関係からの視点－」 『地理学評論』66巻7号  平成5年7月

### 共著
- 「高齢者の地理学－研究動向と今後の課題－」 『人文地理』55巻5号  平成15年10月
- 「高齢者の場所への愛着と内側性－岐阜県神岡町の事例－」 「人文地理」  平成14年6月
- 「高齢帰還移動の過程とその影響に関する検討－沖縄県N部落の事例－」 『老年社会科学』22巻3号  平成12年10月
- 「農山村地域における老親子関係と空間的距離」 『老年社会科学』21巻1号  平成11年4月
- 「高齢者はどこに移動するか－高齢者の居住地移動研究の動向と移動流－」 『東京大学人文地理学研究』13号  平成11年3月
- 「大都市圏郊外地域に居住する高齢者の生活空間と定住意志－埼玉県越谷市の事例－」 『人文地理』48巻5号  平成8年6月

## 著書

### 共著
- 『日本の人口移動－ライフコースと地域性－』  古今書院 平成14年6月
- 『日本の人口移動－ライフコースと地域性－』荒井良雄ほか編  古今書院 平成14年6月

### 編著
- 『地域と人口からみる日本の姿』(第10章　高齢者の生活、コラム　アリゾナ州サンシティ)  古今書院 平成23年3月
- 『図説 世界の地理24』(総索引・用語解説)  朝倉書店 平成12年1月